# Albert Medaille (RSA)
De Britse Albert Medal is een onderscheiding die jaarlijks wordt uitgereikt aan individuen, groepen en organisaties als erkenning voor creativiteit en innovatie in het oplossen van hedendaagse uitdagingen. 
De medaille werd in 1864 ingesteld ter nagedachtenis aan Albert van Saksen-Coburg en Gotha, voormalig voorzitter van de Royal Society for the encouragement of Arts, Manufactures & Commerce.
De onderscheiding is uitgereikt aan onder andere:
- Alexander Graham Bell (1902), uitvinder
- Marie Curie (1910), schei- en natuurkundige
- Akio Morita (1982), ondernemer
- Stephen Hawking (1999), natuurkundige, kosmoloog en wiskundige
- Tim Berners-Lee (2002), informaticus